# تشارلز مورتون
تشارلز مورتون (بالإنجليزية: Charles Morton)‏ هو ممثل أمريكي، ولد في 28 يناير 1908 في الولايات المتحدة، وتوفي بنفس المكان في 26 أكتوبر 1966.

## وصلات خارجية
- تشارلز مورتون على موقع IMDb (الإنجليزية)
- تشارلز مورتون على موقع قاعدة بيانات الفيلم (الإنجليزية)